# 盐城专区
盐城专区，中华人民共和国江苏省已撤销的专区，在今江苏省东北部。
1949年置，属苏北行署区，专员公署驻盐城县（今盐城市）。辖盐城、滨海、射阳、阜宁、涟东、淮安、建阳7县。
1950年，原泰州专区所属台北、东台2县划入盐城专区；撤销涟东县，并入涟水县。专区辖8县。1951年，台北县因与台湾省台北县重名，更名大丰县；建阳县因与福建省建阳县重名，更名建湖县。1952年，盐城专区改属江苏省。
1954年，将淮安县划归淮阴专区。盐城专区辖7县。1966年，析滨海县设响水县。专区辖8县。

## 盐城地区
1970年，撤销盐城专区，改置盐城地区。 1983年改设盐城市（地级）。 